# Joseph Kabila

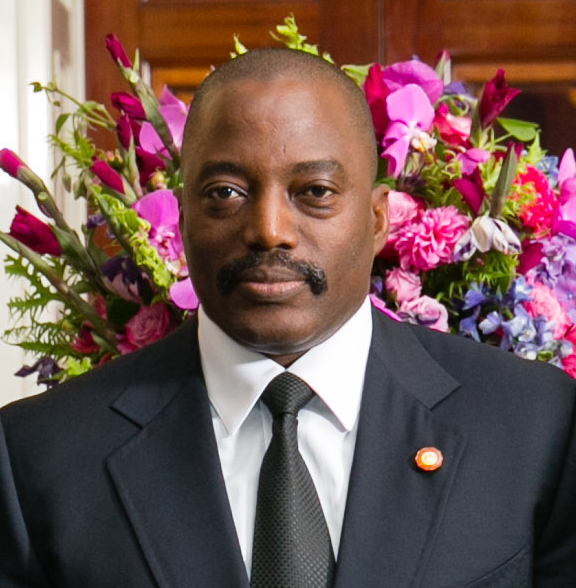
Joseph Kabila (2014)

Joseph Kabila Kabange (* 4. Juni 1971 in Hewa Bora, Sud-Kivu) war vom 26. Januar 2001 bis zum 24. Januar 2019 der 4. Präsident der Demokratischen Republik Kongo. Unter seiner Präsidentschaft wurden hunderte Gegner eingesperrt, gefoltert und getötet.  Mitglieder seiner Familie und deren Vertraute zweigten während Kabilas Präsidentschaft mindestens 138 Millionen Dollar an öffentlichen Geldern (unter anderem von der Zentralbank des Landes, von staatlichen Minengesellschaften, Straßenbaufonds, von der Wahlkommission des Landes) für persönliche Zwecke ab.

## Leben

### Identität
Joseph Kabilas Zwillingsschwester ist Jaynet Kabila.
Kabila wurde nach offiziellen Angaben als Sohn von Laurent Kabila und dessen Frau Mahanya Sifa Kabila als zweites von neun Kindern im Rebellenhauptquartier Hewa Bora II geboren und stammt aus der Bantu-Volksgruppe der Luba. Es tauchen immer wieder Zweifel und Berichte auf, nach denen Kabila nicht leiblicher Sohn Laurents, sondern Sohn eines anderen Vaters oder gänzlich anderer Eltern sei, der von Kabila adoptiert wurde. Eine weitverbreitete, zu politischer Propaganda verwendete Version besagt, seine Eltern seien Tutsi aus Ruanda gewesen und Kabila daher ein Instrument zur Ausübung ruandischen Einflusses in der Demokratischen Republik Kongo. Der frühere Geheimdienstchef von Zaire, Honoré Ngbanda Zambo ko Atumba, behauptet, dass Joseph Kabila der Sohn der ruandischen Oppositionsmitglieder Christopher Kanambe und Marcelline Mukambukuje sei.

### Werdegang
Kabila begleitete seinen Vater, den späteren Rebellenführer Laurent Kabila, im Alter von fünf Jahren nach Tansania ins Exil. Als Folge seiner langjährigen Aufenthalte in englischsprachigen Ländern spricht Kabila heute besser Englisch und Kisuaheli als Französisch und das kongolesische Lingála, die im Westen des Landes und damit auch in der Hauptstadt verbreitete Landessprache. Er besuchte Grund- und weiterführende Schulen in Fizi, zu dessen Territorium Hewa Bora gehört, sowie in Dar-es-Salaam und Mbeya in Tansania. Anschließend begann er eine militärische Laufbahn in Tansania und wurde auch in Uganda und Ruanda militärisch ausgebildet. 1996 schloss er sich den Truppen seines Vaters an und war Befehlshaber im Ersten Kongokrieg. Nach einem siebenmonatigen Kampf von Kabilas Truppen, die sich von Osten in Richtung Kinshasa bewegten, konnte sein Vater die 32-jährige Diktatur Mobutus am 17. Mai 1997 mit der Einnahme Kinshasas beenden. Sein Vater war daraufhin von 1997 bis 2001 Präsident des Kongo. Joseph Kabila studierte 1998 an der Nationalen Verteidigungshochschule in Peking und wurde anschließend Generalmajor und Mitglied des Generalstabs der Armee. Im Jahr 2000 wurde er Armee-Stabschef.

## Präsidentschaft 2001–2019

### Machtübernahme 2001
Nach der Ermordung Laurent Kabilas am 16. Januar 2001 übernahm Joseph Kabila am 26. Januar 2001 das Amt des Präsidenten. In der Bevölkerung war der damals 29-jährige weitgehend unbekannt. Er bemühte sich, dem vom Bürgerkrieg zerrütteten Land ein wenig Stabilität zu verleihen, indem er die Präsenz ausländischer Truppen, vor allem aus Ruanda und Uganda, verringerte. Er ließ Friedenstruppen der Vereinten Nationen, MONUC, in das Land, die die Fronten zwischen Rebellen, einheimischen Truppen und ausländischen Truppen überwachen sollten. Im Dezember 2002 wurde ein Friedensabkommen zwischen den Rebellen und der Regierung geschlossen, worauf dann im Juli unter seiner Leitung eine Allparteienregierung gebildet wurde. Diese hatte den Auftrag, freie Wahlen vorzubereiten. Am 28. April 2004 scheiterte ein Putsch gegen Kabila, der wohl von alten Anhängern des früheren Präsidenten Mobutu Sese Seko organisiert worden war.
Kabila befehligt die Garde Spéciale de Sécurité Présidentielle (GSSP, Präsidentengarde), bestehend aus 15.000 Elitesoldaten. Da im Widerspruch zum 2002 vereinbarten Friedensvertrag keine Nationalarmee gebildet wurde, verfügte er über die alleinige militärische Kontrolle der Hauptstadt Kinshasa – ähnlich wie die mit ihm regierenden Warlords in anderen Regionen. Weitere Einheiten der GSSP unterhielt Kabila in Lubumbashi und in Kisangani.

### Wahl zum Präsidenten 2006
2006 fanden aufwendige und von der EU, den USA und der UNO finanzierte Wahlen statt, es waren die ersten freien Mehrparteienwahlen in der Geschichte des Landes seit der Unabhängigkeit. Kabila verpflichtete sich zu Demokratie, Transparenz und Rechtsstaatlichkeit und wurde von den USA und der EU favorisiert. Seine politische Basis hatte er vor allem im Osten des Landes. Doch weder Kabila noch der Gegenkandidat Jean-Pierre Bemba, verschwägert mit der Familie Mobutu, hielten sich mit politischen Programmen auf. Die sozialdemokratische Oppositionspartei UDPS von Etienne Tshisekedi, eine der Parteien mit den größten Chancen und einem politischen Programm, warf Kabila zudem vor, eigene Parteien unter dem Namen der UDPS bei der Wahl angemeldet zu haben, um die Teilnahme der UDPS an der Wahl zu verhindern, und boykottierte daraufhin die Wahl. Bei der Wahl am 30. Juli 2006 erhielt Kabila die meisten Stimmen, aber nicht die absolute Mehrheit, weswegen am 29. Oktober 2006 eine Stichwahl zwischen ihm und Bemba stattfand. Kabila gewann diese Stichwahl mit 58,05 % der Stimmen und wurde am 6. Dezember 2006 als neuer Staatspräsident vereidigt.
Kabila wurde im Wahlkampf der Ausverkauf der Rohstoffe des Landes vorgeworfen, an dem seine Familie verdiene. Er verkaufte Vermögenswerte aus dem Bergbau zu umstrittenen tiefen Preisen. Im britischen Parlament wurden 59 Offshorefirmen publik gemacht, die mit Vermögenswerten handeln, 47 davon mit Sitz auf den Britischen Jungferninseln.

### Seit der Wiederwahl 2011
2011 konnte Kabila sich in einer umstrittenen Wahl in seinem Amt bestätigen lassen. Er ließ in der kongolesischen Hauptstadt Panzer auffahren, um möglichen Protesten zuvorzukommen. Einer seiner wichtigsten Berater war Augustin Katumba Mwanke, der eine bedeutende Rolle bei der Plünderung der Rohstoffe des Kongos spielte und 2012 bei einem Flugzeugunfall ums Leben kam.
Am 19. Dezember 2016 endete laut Verfassung Kabilas zweite Amtszeit als Präsident der DR Kongo, ohne dass es einen Nachfolger gegeben hätte: Dessen eigentlich für November 2016 vorgesehene Wahl war auf 2018 verschoben worden (siehe auch: Silvesterabkommen). Kabila ließ verlautbaren, dass er gleichwohl weiterhin im Amt bleiben wolle. Trotz eines Demonstrationsverbotes kam es zu Protesten in verschiedenen Teilen des Landes. Mehrere Mobilfunk- und Internetanbieter sperrten auf Anordnung der Regierung die Zugänge zu Facebook, Twitter und weiteren sozialen Medien.

## Nach dem Ende der Präsidentschaft
Bei der Präsidentschaftswahl am 30. Dezember 2018 favorisierte Kabila seinen Parteifreund Emmanuel Ramazani Shadary, der die Wahl jedoch verlor. Am 24. Januar 2019 wurde Félix Tshisekedi in einer umstrittenen Entscheidung als Kabilas Nachfolger vereidigt. Nach Angaben von Beobachtern hatte der Kabila-Gegner Martin Fayulu rund 60 % der Stimmen bekommen. Kabila wurde nach der Wahl „Senator auf Lebenszeit“ und so vor einer möglichen Strafverfolgung geschützt. Auch gewann sein Parteienbündnis die gleichzeitig stattfindende Parlamentswahl mit überwältigender Mehrheit, während Tshisekedis Bündnis angeblich weniger als zehn Prozent der Sitze erhielt.
Im Juli 2021 verteidigte Joseph Kabila seine Abschlussarbeit an der Universität Johannesburg und schloss sein vierjähriges Fernstudium dort mit einem Master in Politikwissenschaft und Internationale Beziehungen ab.

## Privatleben
Kabila heiratete im Juni 2006 seine langjährige Lebensgefährtin Olive Lembe, mit der er seit 2001 eine Tochter hat. Die Familie Kabila – so Joseph Kabilas Zwillingsschwester Jeanette (Jaynet) und seine Mutter – finanziert sich durch das „lukrative Geschäft mit staatlichen Bergbaukonzessionen“. Laut Bloomberg kontrollieren Kabila und seine Familie etwa 70 Firmen und halten mehr als 120 Schürflizenzen für Edelmetalle und weitere Mineralien. Der Spiegel berichtete, dass seine Familie mindestens 138 Millionen Dollar an Staatsgeld über die Bank BGFI eingestrichen haben soll.
Kabila baute sich einen Gutshof namens Kingakati im kongolesischen Nsele-Tal im Tshangu-Distrikt bei Kinshasa. Dort ließ er 100.000 Bäume pflanzen, importierte Nashörner und Elefanten aus Namibia. Auf dem Gelände sind mehr als 300 Personen beschäftigt.